# Casa de Dinjičić
La Casa de Dinjičić (en serbio: Дињчић), rama posterior conocida como Kovačević, fue una casa nobiliaria medieval bosnia que floreció durante el período del reino y gobernó la zona de Jadar-Drinjača y la región más amplia de Srebrenica.
Se considera que el fundador de la familia fue Dinjica, quien prosperó durante el siglo XIV. Tuvo cuatro hijos: Dragiša, Kovač, Vladislav y Pavle.

## Escudo de armas
El escudo de armas familiar se describe en cada versión de los Armoriales Ilirios, como el Armorial de Fojnica, en la página 59. Presenta un motivo de dragón sobre el yelmo, en la cimera. También pertenece a la rama Kovačević, como se desprende de los comentarios.

## Miembros
- Dinjica
  - Dragiša, 
    - Pokrajec,

  - Kovač Dinjičić, 
    - Petar Kovačević
    - Tvrtko Dinjičić,
    - Ivaniš Dinjičić,

  - Vladislav Dinjičić
  - Pavle Dinjičić